# THX 1138
THX 1138 este un film american științifico-fantastic din 1971 produs de Francis Ford Coppola și regizat de George Lucas, după un scenariu de Lucas și Walter Murch. În film apare Robert Duvall, Donald Pleasence, Don Pedro Colley, Maggie McOmie, Ian Wolfe și Sid Haig. THX 1138 descrie un viitor distopian în care populația este controlată de polițiști androizi și în care se folosesc substanțe de suprimare a emoțiilor, inclusiv dorințele sexuale.

## Poveste
Într-un oraș subteran din viitorul îndepărtat, relațiile sexuale sunt interzise de lege în timp ce consumul legal de medicamentele care alterează mintea este obligatoriu. Narcoticele sunt critice, atât în menținerea conformității în rândul locuitorilor orașului și, de asemenea, pentru asigurarea capacității lor de a efectua sarcini periculoase și solicitante pentru perioade lungi de timp. Locuitorii venerează o ființă asemănătoare unei zeități numită OMM 0910, cu care comunică telefonic în zone cunoscute sub denumirea Unicapele. La locurile lor de muncă, CES 5241 (Donald Pleasence) și LUH 3417 (Maggie McOmie) supraveghează asupra problemelor care pot apărea în oraș (mai ales cu privire la consumul de droguri corespunzătoare).
THX 1138 (Robert Duvall) lucrează într-o fabrică producătoare de androizi care vor funcționa ca ofițeri de poliție. Lucrul este periculos deoarece necesită manipularea materialelor explozive și radioactive. Colega sa de cameră de sex feminin, LUH, devine deziluzionată și conștientă ia o decizie de a încalca legea: nu-și mai ia medicamentele. LUH va înlocui în cele din urmă, în secret, medicamentele lui THX 1138  cu pastile inactive. După un timp și acesta va începe să aibă pentru prima oară emoții autentice și dorințe sexuale.

## Distribuție
- Robert Duvall este THX 1138
- Donald Pleasence este SEN 5241

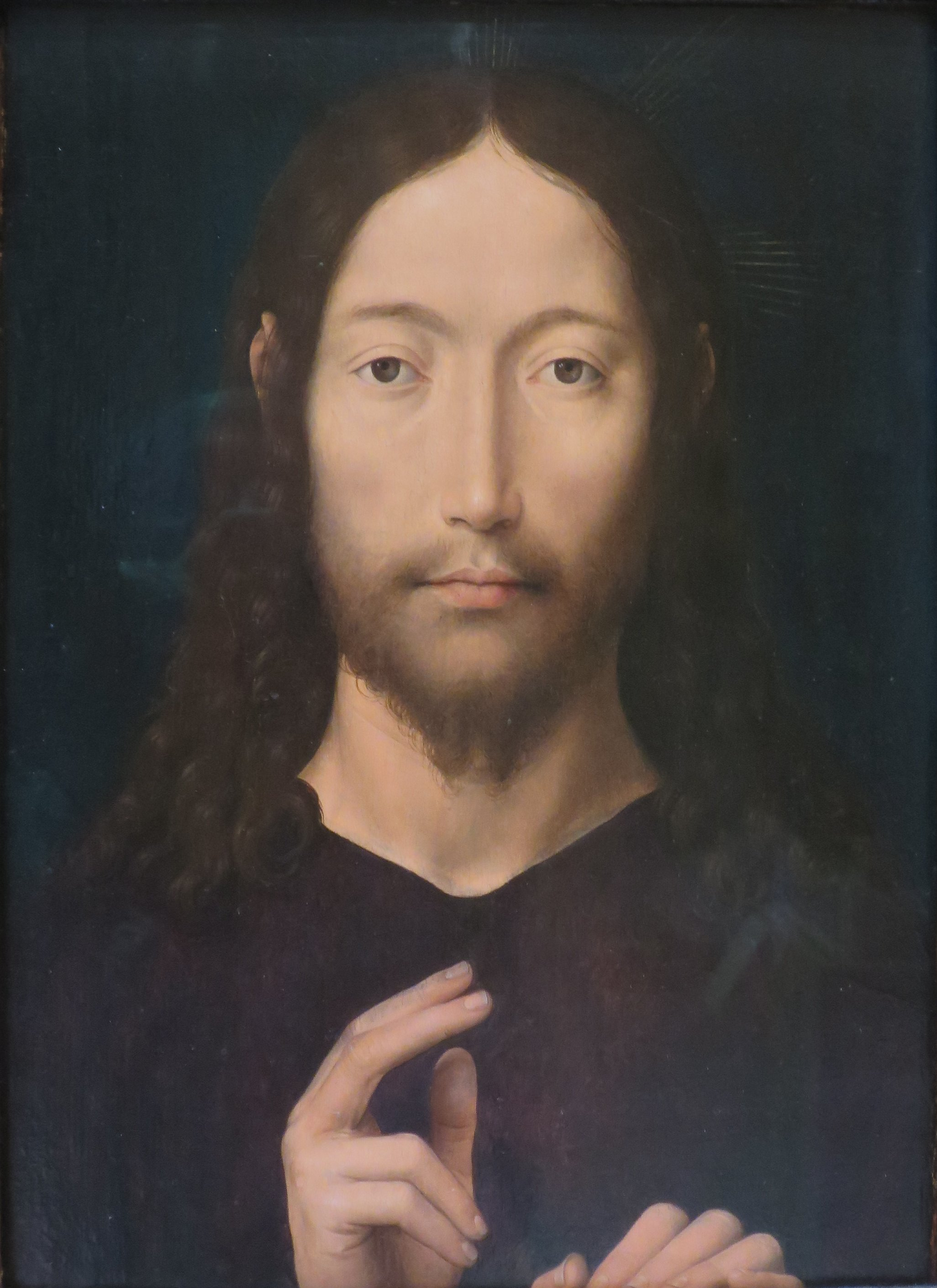
Pictura Cristos Dând Binecuvântarea Sa de Hans Memling (1478) este folosită ca reprezentare vizuală a zeității sancționată de stat OMM 0910.

- Don Pedro Colley este SRT, hologramă
- Maggie McOmie este LUH 3417
- Ian Wolfe este PTO, vechi prizonier
- Marshall Efron este TWA, prizonier
- Sid Haig este NCH, prizonier
- James Wheaton - OMM 0910 (voce)

## Producție
Lucrând ca profesor-instructor la o clasă a Marinei unde studenților li se preda documentarul cinematografic, Lucas a regizat filmul de scurt-metraj Electronic Labyrinth: THX 1138 4EB, care a câștigat premiul I la Festivalul național de film pentru studenți din 1967–68 și a fost mai târziu adaptat în primul său film de lung metraj, THX 1138.